# Rijksweg 36
Rijksweg 36 is een 36 km lange Nederlandse rijksweg tussen de A35 bij Almelo/Wierden en de N48/N340 bij Arriërveld ten noorden van Ommen. Op de weg gebeuren veel ongelukken, veelal frontaal en veelal met ernstige of fatale gevolgen. Daarom staat de weg ook wel bekend als een dodenweg.
De weg is in zijn geheel uitgevoerd als autoweg en bewegwijzerd als N36. De N36 begint bij de A35 ter hoogte van Wierden en eindigt tussen Ommen en Hoogeveen middels een rotonde op de N48 en de N340. Bij de Witte Paal tussen Ommen en Hardenberg sluit de N34 aan op de N36. Ter hoogte van Beerze bevindt zich een gelijkvloerse kruising met verkeerslichten.

## Geschiedenis

#### Oorspronkelijke weg
Rijksweg 36 was oorspronkelijk gepland van Almelo naar de Witte Paal en in het rijkswegenplan uit 1968 zelfs van Almelo naar Groningen. Het deel tussen Almelo en de Witte Paal werd in de jaren 50 en 60 aangelegd. Tussen 1957 en 1976 was de weg als N92 genummerd.

#### Vriezenveen-A35
In 1996 is de weg vanaf Vriezenveen omgelegd via het Bedrijventerrein Twente, naar de N35 tussen Almelo en Wierden. Tot die tijd liep de weg tot de Ring Almelo bij Almelo-Schelfhorst. Bij de verlenging van A35 tussen Almelo en Wierden in 2007 is ook de N36 verlegd tot de aansluiting met de snelweg.

#### Omleiding Ommen
Eind 2008 is gestart met de aanleg van de N34/N36 tussen de Witte Paal en de aansluiting op de N48 (en sinds 2021 ook de N340) ter hoogte van Arriërveld. Hierdoor gaat de N34 niet meer dwars door het centrum van Ommen; bovendien ontstaat er een betere noord-zuidverbinding tussen Twente en Groningen. Aangezien de N34 is overgedragen aan de provincie, is het nieuwe weggedeelte als N36 genummerd. De verkeerslichten bij de Witte Paal zijn vervangen door een turborotonde. Dit nieuwe wegvak is op 28 juni 2010 opengesteld voor het verkeer.

## Aantal rijstroken
| Traject                       | Aantal rijstroken | Bijzonderheden                                            |
| ----------------------------- | ----------------- | --------------------------------------------------------- |
| Toerit A35 - rotonde N48/N340 | 2×1               | Doorlopende weefvakken tussen de A35 en afrit Almelo-West |

## Trivia
De weg wordt in de volksmond de weg naar de Witte Paal genoemd, naar het voormalige eindpunt bij de N34. Daarnaast wordt de weg ook wel de dodenweg genoemd. Dit verwijst naar het feit dat er vele (dodelijke) ongelukken gebeuren op deze weg.